# Chambre des représentants (Libye)
Pour les autres articles nationaux ou selon les autres juridictions, voir Chambre des représentants.
Bâtiment de la Chambre des représentants
La Chambre des représentants (en arabe : مجلس النواب, Majlis al-Nuwwāb) est, de 2014 à 2016, le Parlement monocaméral de la Libye, dont les 200 membres sont élus le 25 juin 2014. Il est en fonction depuis le 4 août de la même année. En avril 2016, elle devient la chambre basse du Parlement libyen, après la création du Haut Conseil d'État qui fait office de chambre haute.
La Chambre des représentants s'installe à Tobrouk en 2014, puis à Benghazi en 2019. Dans le contexte de la bataille de Tripoli, une partie des députés décident de tenir des sessions parallèles dans cette ville.

## Historique

### Sous le royaume de Libye
Sous la monarchie libyenne, la Chambre des représentants était majoritairement représentée par des élus pro-gouvernementaux. Pour assurer leur victoire, les partis politiques étaient interdits et les urnes étaient régulièrement altérés par la police.

### Législature de 2014-2021

#### Élection
Le 30 mars 2014, le Congrès général national, le Parlement de transition de la Libye post-Kadhafi, décide de convoquer les électeurs libyens le 25 juin suivant afin d'élire un nouveau corps législatif appelé Chambre des représentants.
Le 25 juin 2014, les élections se déroulent dans un climat tendu et sont marquées par un faible taux de participation. En raison des troubles qui affectent le pays, seuls 188 sièges peuvent être pourvus.
Parmi les sièges pourvus, selon un élu de Benghazi (est), Younès Fannouch, les membres du Parti pour la justice et la construction (PJC), affilié aux Frères musulmans, et leurs alliés, "n'ont remporté que moins de 30 sièges", tandis que l'Alliance des forces nationales (AFN, libérale) a obtenu plus de 50 sièges, soit le quart du Parlement. Dans l'est du pays, les partisans d'un système fédéral en Libye, notoirement opposés aux islamistes, seraient représentés par 25 à 28 députés, a-t-il précisé.
Un autre élu, Ali Tekbali a affirmé que la majorité des élus n'ont pas d'orientation idéologique particulière, en évoquant implicitement l'influence islamiste. Cette opinion a été confirmée par Fannouch, qui pense que les élus "indépendants" sont opposés à l'islam politique.

#### Installation et invalidation
En raison de la guerre civile, et en désaccord avec le Congrès général national maintenu, la Chambre s'installe à Tobrouk. Elle se réunit pour sa session inaugurale le 4 août 2014 en présence de seulement 160 membres sur les 188 élus en juin. Ils procèdent à l'élection de leur président Aguila Salah Issa.
Le 6 novembre 2014, la Cour suprême libyenne, qui siège à Tripoli, invalide une disposition de la Constitution provisoire du pays et, de fait, annule les élections du 25 juin précédent. Malgré cela, le Conseil décide de passer outre à ce verdict, considérant que celui-ci a été rendu « sous la menace des armes » des militants islamistes.
Le 5 octobre 2015, le Parlement vote une prolongation de ses activités, qui devaient cesser le 20 octobre, à une date indéterminée.

#### Division
En janvier 2018, Jaballah al-Chibani, membre de la Chambre des députés représentant la ville de Tawarga, qualifie la révolution de février 2011 de « catastrophe », ajoutant que ceux qui diraient le contraire seraient « soit des profiteurs, soit des hypocrites », ajoutant que Kadhafi « est plus honnête qu'[eux] ». Ceci conduit à l'ouverture d'une enquête parlementaire à son encontre, puisque tout député est tenu à respecter les « buts de la révolution », tandis que certains de ses collègues profèrent des insultes racistes à son égard, comme « esclave ». Au même moment, malgré la signature d'un accord autorisant les habitants à revenir dans leur ville, les milices de la ville rivale de Misrata, qui ont pillé et brûlé la ville, les en ont empêchés. La signature de cet accord serait l'une des motivations du meurtre du maire de Misrata, Mohamad Echtewi, en décembre 2017.
En avril 2019, la Chambre des représentants quitte Tobrouk et s'installe à Benghazi.
Le 5 mai 2019, 42 députés réunis à Tripoli décident de tenir des sessions parallèles. Sadeq el-Kehli est élu à titre provisoire pour 45 jours. Il est réélu en juin 2016 pour six mois supplémentaires. Le 20 février 2020, Hamouda Sayala est élu pour un mandat de six mois à la tête du parlement.
En 2020-2021, les députés fidèles à Aguila Salah Issa sont au nombre de 20. Ceux réunis à Ghadamès sont 127. Cependant, Salah demeure le seul président reconnu internationalement du fait qu'aucune nouvelle session parlementaire ne s'est tenue pour élire un nouveau président avec le quorum adéquat.

#### Courte réunification des institutions
Le 8 mars 2021, 130 députés arrivent à Syrte sous la présidence de Salah pour voter la confiance à Abdel Hamid Dbeibah.
Le 21 septembre 2021, la Chambre des représentants vote une motion de censure par 89 députés sur les 113 présents . Le 10 février, le Parlement élit Fathi Bachagha au poste de Premier ministre. Abdel Hamid Dbeibah refuse cependant de quitter le pouvoir, estimant que son mandat court jusqu'en juin 2022 et qu'il ne transférera le pouvoir qu'à un exécutif élu,. Depuis cette date les deux gouvernements se disputent le pouvoir.
Le 16 mai 2023, Fathi Bachagha est remplacé par Oussama Hammad à la tête du gouvernement soutenu par la Chambre des représentants et l'Armée nationale libyenne.